# Mizunoligaen (2020/2021)
Mizunoligaen 2020/2021 – 51. sezon najwyższego poziomu rozgrywek ligowych w piłce siatkowej w Norwegii zorganizowany przez Norweski Związek Piłki Siatkowej (Norges Volleyballforbund, NVBF). Zainaugurowany został 3 października 2020 roku.
W Mizunoligaen uczestniczyło dziewięć drużyn, w tym młodzieżowy zespół ToppVolley Norge, który miał brać udział wyłącznie w fazie zasadniczej i nie podlegać ostatecznej klasyfikacji. Z 1. divisjon dołączył Asker SK.
Rozgrywki miały składać się z fazy zasadniczej oraz fazy play-off wyłaniającej mistrza ligi (Seriemester). Ze względu na obowiązywanie restrykcji wprowadzonych w związku z pandemią COVID-19 uniemożliwiających kontynuowanie rozgrywek, 26 marca 2021 roku zdecydowano o przedwczesnym zakończeniu sezonu bez wyłonienia mistrza.
W sezonie 2020/2021 w Pucharze Challenge Norwegię reprezentował klub TIF Viking Bergen.

## System rozgrywek
Mizunoligaen w sezonie 2020/2021 składa się z fazy zasadniczej oraz fazy play-off.

### Faza zasadnicza
W fazie zasadniczej uczestniczy 9 drużyn. Grają one między sobą po dwa spotkania systemem kołowym (mecz u siebie i rewanż na wyjeździe). Młodzieżowa drużyna ToppVolley Norge rozgrywa tylko jedną serię spotkań u siebie. Niezależnie od zajętego miejsca uczestniczy wyłącznie w fazie zasadniczej i nie podlega ostatecznej klasyfikacji.
Dwie najlepsze drużyny fazy zasadniczej uzyskują bezpośredni awans do półfinałów fazy play-off, drużyny z miejsc 3-6 rywalizują w ćwierćfinałach, pozostałe kończą rozgrywki i są klasyfikowane odpowiednio na miejscach 7-8.

### Faza play-off
Faza play-off składa się z ćwierćfinałów, półfinałów i finałów.
Ćwierćfinały

W ćwierćfinałach uczestniczą drużyny, które w fazie zasadniczej zajęły miejsca 3-6 (jeżeli na jednym z tych miejsc uplasowała się drużyna ToppVolley Norge, wówczas w ćwierćfinałach w jej miejsce bierze udział zespół z 7. miejsca).
Rywalizują one w turnieju, w ramach którego rozgrywają między sobą po jednym meczu zgodnie z poniższym harmonogramem:
- 1. dzień: 3-6 i 4-5;
- 2. dzień: 3-5 i 4-6;
- 3. dzień: 3-4 i 5-6.

Dwie najlepsze drużyny uzyskują awans do półfinałów. Pozostałe są klasyfikowane odpowiednio na miejscach 5. i 6.
Półinały

Drużyny w półfinałach rywalizują w parach. Tworzone są one według klucza:
- para 1: 1. miejsce w fazie zasadniczej – 2. miejsce w ćwierćfinałach;
- para 2: 2. miejsce w fazie zasadniczej – 1. miejsce w ćwierćfinałach.

Rywalizacja toczy się do trzech zwycięstw ze zmianą gospodarza po dwóch meczach, z tym że drużyny, które w fazie zasadniczej zajęły miejsca 1-2, rozpoczynają półfinały z dorobkiem jednego zwycięstwa. Gospodarzem pierwszych dwóch spotkań jest zespół, który w fazie zasadniczej zajął niższe miejsce.
Zwycięzcy w parach uzyskują awans do finałów, natomiast przegrani klasyfikowani są na odpowiednio 3. i 4. miejscu zgodnie z tabelą fazy zasadniczej.
Finały

O tytuł ligowego mistrza (Seriemester) grają zwycięzcy w parach półfinałowych. Rywalizacja toczy się do trzech zwycięstw ze zmianą gospodarza po dwóch meczach, z tym że drużyna, która w fazie zasadniczej zajęła wyższe miejsce, rozpoczyna serię finałową z dorobkiem jednego zwycięstwa. Gospodarzem pierwszych dwóch spotkań jest zespół, który w fazie zasadniczej zajął niższe miejsce.

## Drużyny uczestniczące
| | Mizunoligaen 2020/2021 |   |    |
| --- | ---------------------- | - | -- |
| VIK | TIF Viking Bergen      | 1 | Ch |
| KOL | IL Koll                | 2 |    |
| FØR | Førde VBK              | 3 |    |
| TRO | BK Tromsø              | 4 |    |
| RAN | Randaberg IL           | 5 |    |
| NTNUI | NTNUI                  | 6 |    |
| OSI | OSI                    | 7 |    |
| TVN | ToppVolley Norge       | 8 |    |
| | Awans z 1. divisjon    |   |    |
| ASK | Asker SK               | 2 |    |
| Oznaczenia: - kolumna pierwsza – skróty nazw drużyn wpisane na mapie (jeśli ta została zamieszczona), - kolumna trzecia – miejsce zajęte przez daną drużynę w poprzednim sezonie. |                        |   |    |

Uwaga: Asker SK, pomimo zajęcia 2. miejsca w 1. divisjon w sezonie 2019/2020, uzyskał prawo gry w Mizunoligaen, ponieważ 1. miejsce zajęła druga drużyna klubu TIF Viking Bergen, a zgodnie z przepisami w najwyższej klasie rozgrywkowej uczestniczyć może tylko jedna drużyna tego samego klubu.

## Faza zasadnicza

### Tabela wyników
| Gospodarz \ Gość1 | VIK | KOL | FØR | TRO | RAN | NTNUI | OSI | ASK |
| ----------------- | --- | --- | --- | --- | --- | ----- | --- | --- |
| TIF Viking Bergen | -   | X   | 3:1 | 3:0 | X   | 1:3   | 3:0 | 3:0 |
| IL Koll           | X   | -   | 3:2 | 3:0 | 3:0 | X     | X   | 3:0 |
| Førde VBK         | 3:2 | X   | -   | 3:0 | X   | 3:0   | 3:0 | X   |
| BK Tromsø         | 0:3 | 0:3 | X   | -   | X   | X     | 3:0 | X   |
| Randaberg IL      | 1:3 | 0:3 | 0:3 | X   | -   | 3:0   | X   | 3:0 |
| NTNUI             | X   | 1:3 | X   | 3:0 | X   | -     | 3:0 | 3:0 |
| OSI               | X   | 0:3 | X   | 2:3 | X   | X     | -   | 3:0 |
| Asker SK          | X   | X   | 0:3 | 0:3 | 0:3 | X     | X   | -   |
| ToppVolley Norge  | X   | X   | X   | X   | X   | X     | X   | X   |

Źródło: NVBF – Data Project (norw.)
1 Drużyna gospodarzy jest wymieniona po lewej stronie tabeli.
Kolory:
  zwycięstwo gospodarzy 3:0 lub 3:1
  zwycięstwo gospodarzy 3:2
  zwycięstwo gości 3:0 lub 3:1
  zwycięstwo gości 3:2

### Terminarz i wyniki spotkań
| Data        | Godz. | Gospodarz         | Rezultat                                | Gość              |
| ----------- | ----- | ----------------- | --------------------------------------- | ----------------- |
| 1. KOLEJKA  |       |                   |                                         |                   |
| 03.10.2020  | 11:00 | OSI               | 3:0 (25:22, 25:20, 25:21)               | Asker SK          |
| 03.10.2020  | 15:00 | NTNUI             | 1:3 (13:25, 25:18, 23:25, 21:25)        | IL Koll           |
| 03.10.2020  | 16:00 | Randaberg IL      | 0:3 (15:25, 23:25, 16:25)               | Førde VBK         |
| 03.10.2020  | 16:00 | BK Tromsø         | 0:3 (18:25, 23:25, 19:25)               | TIF Viking Bergen |
| 04.10.2020  | 16:00 | ToppVolley Norge  | mecz odwołany                           | Førde VBK         |
| 2. KOLEJKA  |       |                   |                                         |                   |
| 09.10.2020  | 20:00 | IL Koll           | 3:0 (25:14, 25:11, 25:19)               | Asker SK          |
| 10.10.2020  | 20:00 | IL Koll           | 3:0 (25:22, 25:18, 27:25)               | BK Tromsø         |
| 11.10.2020  | 12:00 | OSI               | 2:3 (25:22, 25:21, 18:25, 24:26, 12:15) | BK Tromsø         |
| 11.10.2020  | 13:30 | Førde VBK         | 3:2 (30:28, 25:22, 24:26, 15:25, 18:16) | TIF Viking Bergen |
| 3. KOLEJKA  |       |                   |                                         |                   |
| 17.10.2020  | 15:30 | TIF Viking Bergen | 3:0 (25:12, 25:12, 25:19)               | Asker SK          |
| 17.10.2020  | 16:00 | BK Tromsø         | 0:3 (17:25, 12:25, 21:25)               | IL Koll           |
| 17.10.2020  | 16:00 | Randaberg IL      | 3:0 (25:21, 25:19, 25:19)               | NTNUI             |
| 18.10.2020  | 16:00 | ToppVolley Norge  | mecz odwołany                           | NTNUI             |
| 4. KOLEJKA  |       |                   |                                         |                   |
| 24.10.2020  | 15:00 | TIF Viking Bergen | 1:3 (25:21, 25:27, 16:25, 19:25)        | NTNUI             |
| 24.10.2020  | 18:00 | IL Koll           | 3:0 (25:20, 25:17, 25:20)               | Randaberg IL      |
| 25.10.2020  | 13:00 | Asker SK          | 0:3 (18:25, 23:25, 21:25)               | Randaberg IL      |
| 25.10.2020  | 14:00 | Førde VBK         | 3:0 (25:15, 25:23, 25:19)               | NTNUI             |
| 5. KOLEJKA  |       |                   |                                         |                   |
| 07.11.2020  | 14:30 | NTNUI             | 3:0 (25:14, 25:14, 25:20)               | OSI               |
| 07.11.2020  | 16:00 | Randaberg IL      | 1:3 (17:25, 25:17, 21:25, 22:25)        | TIF Viking Bergen |
| 07.11.2020  | 16:00 | Asker SK          | 0:3 (10:25, 15:25, 15:25)               | Førde VBK         |
| 08.11.2020  | 15:00 | IL Koll           | 3:2 (18:25, 25:18, 20:25, 25:20, 15:10) | Førde VBK         |
| —           | —     | ToppVolley Norge  | mecz odwołany                           | TIF Viking Bergen |
| 6. KOLEJKA  |       |                   |                                         |                   |
| 21.11.2020  | 16:00 | Randaberg IL      | 0:3 (15:25, 22:25, 17:25)               | IL Koll           |
| 21.11.2020  | 16:00 | Førde VBK         | 3:0 (25:18, 25:11, 25:20)               | OSI               |
| 21.11.2020  | 16:00 | Asker SK          | 0:3 (23:25, 18:25, 21:25)               | BK Tromsø         |
| 22.11.2020  | 13:00 | NTNUI             | 3:0 (25:23, 25:20, 25:18)               | BK Tromsø         |
| 22.11.2020  | 13:00 | TIF Viking Bergen | 3:0 (25:14, 25:14, 25:12)               | OSI               |
| —           | —     | ToppVolley Norge  | mecz odwołany                           | IL Koll           |
| 7. KOLEJKA  |       |                   |                                         |                   |
| 28.11.2020  | 16:00 | Randaberg IL      | 3:0 (25:15, 25:21, 25:17)               | Asker SK          |
| 28.11.2020  | 16:00 | Førde VBK         | 3:0 (25:14, 25:20, 25:18)               | BK Tromsø         |
| 29.11.2020  | 11:30 | TIF Viking Bergen | 3:0 (25:14, 25:20, 25:22)               | BK Tromsø         |
| 29.11.2020  | 12:00 | OSI               | 0:3 (10:25, 12:25, 21:25)               | IL Koll           |
| —           | —     | ToppVolley Norge  | mecz odwołany                           | Asker SK          |
| 8. KOLEJKA  |       |                   |                                         |                   |
| 12.12.2020  | 14:00 | BK Tromsø         | 3:0 (25:16, 25:17, 25:15)               | OSI               |
| 13.12.2020  | 15:00 | NTNUI             | 3:0 (25:15, 25:15, 34:32)               | Asker SK          |
| 13.12.2020  | 16:00 | TIF Viking Bergen | 3:1 (25:21, 20:25, 25:23, 25:17)        | Førde VBK         |
| —           | —     | ToppVolley Norge  | mecz odwołany                           | Randaberg IL      |
| 9. KOLEJKA  |       |                   |                                         |                   |
| —           | —     | OSI               | mecz odwołany                           | Førde VBK         |
| —           | —     | IL Koll           | mecz odwołany                           | TIF Viking Bergen |
| —           | —     | NTNUI             | mecz odwołany                           | Førde VBK         |
| —           | —     | Asker SK          | mecz odwołany                           | TIF Viking Bergen |
| 10. KOLEJKA |       |                   |                                         |                   |
| —           | —     | OSI               | mecz odwołany                           | Randaberg IL      |
| —           | —     | BK Tromsø         | mecz odwołany                           | Asker SK          |
| —           | —     | NTNUI             | mecz odwołany                           | Randaberg IL      |
| 11. KOLEJKA |       |                   |                                         |                   |
| —           | —     | BK Tromsø         | mecz odwołany                           | NTNUI             |
| —           | —     | Førde VBK         | mecz odwołany                           | Asker SK          |
| —           | —     | ToppVolley Norge  | mecz odwołany                           | OSI               |
| 12. KOLEJKA |       |                   |                                         |                   |
| —           | —     | BK Tromsø         | mecz odwołany                           | Førde VBK         |
| —           | —     | NTNUI             | mecz odwołany                           | TIF Viking Bergen |
| —           | —     | OSI               | mecz odwołany                           | TIF Viking Bergen |
| —           | —     | Asker SK          | mecz odwołany                           | IL Koll           |
| 13. KOLEJKA |       |                   |                                         |                   |
| —           | —     | Randaberg IL      | mecz odwołany                           | BK Tromsø         |
| —           | —     | ToppVolley Norge  | mecz odwołany                           | BK Tromsø         |
| —           | —     | Førde VBK         | mecz odwołany                           | IL Koll           |
| —           | —     | OSI               | mecz odwołany                           | NTNUI             |
| 14. KOLEJKA |       |                   |                                         |                   |
| —           | —     | IL Koll           | mecz odwołany                           | OSI               |
| —           | —     | Førde VBK         | mecz odwołany                           | Randaberg IL      |
| —           | —     | Asker SK          | mecz odwołany                           | OSI               |
| —           | —     | IL Koll           | mecz odwołany                           | NTNUI             |
| —           | —     | TIF Viking Bergen | mecz odwołany                           | Randaberg IL      |
| —           | —     | Asker SK          | mecz odwołany                           | NTNUI             |
| 15. KOLEJKA |       |                   |                                         |                   |
| —           | —     | BK Tromsø         | mecz odwołany                           | Randaberg IL      |
| —           | —     | Randaberg IL      | mecz odwołany                           | OSI               |
| —           | —     | TIF Viking Bergen | mecz odwołany                           | IL Koll           |

### Tabela
| Lp. | Drużyna           | Pkt | Mecze | Mecze | Mecze | Rodzaj wyniku | Rodzaj wyniku | Rodzaj wyniku | Rodzaj wyniku | Rodzaj wyniku | Rodzaj wyniku | Sety | Sety | Sety  | Małe punkty | Małe punkty | Małe punkty |
| Lp. | Drużyna           | Pkt | M     | W     | P     | 3:0           | 3:1           | 3:2           | 2:3           | 1:3           | 0:3           | wyg. | prz. | stos. | zdob.       | str.        | stos.       |
| --- | ----------------- | --- | ----- | ----- | ----- | ------------- | ------------- | ------------- | ------------- | ------------- | ------------- | ---- | ---- | ----- | ----------- | ----------- | ----------- |
| 1   | IL Koll           | 23  | 8     | 8     | 0     | 6             | 1             | 1             | 0             | 0             | 0             | 24   | 3    | 8     | 648         | 493         | 1.31        |
| 2   | TIF Viking Bergen | 19  | 8     | 6     | 2     | 4             | 2             | 0             | 1             | 1             | 0             | 21   | 8    | 2.63  | 689         | 580         | 1.19        |
| 3   | Førde VBK         | 18  | 8     | 6     | 2     | 5             | 0             | 1             | 1             | 1             | 0             | 21   | 8    | 2.63  | 671         | 567         | 1.18        |
| 4   | NTNUI             | 12  | 7     | 4     | 3     | 3             | 1             | 0             | 0             | 1             | 2             | 13   | 10   | 1.3   | 530         | 499         | 1.06        |
| 5   | Randaberg IL      | 9   | 7     | 3     | 4     | 3             | 0             | 0             | 0             | 1             | 3             | 10   | 12   | 0.83  | 475         | 491         | 0.97        |
| 6   | BK Tromsø         | 8   | 9     | 3     | 6     | 2             | 0             | 1             | 0             | 0             | 6             | 9    | 20   | 0.45  | 603         | 666         | 0.91        |
| 7   | OSI               | 4   | 7     | 1     | 6     | 1             | 0             | 0             | 1             | 0             | 5             | 5    | 18   | 0.28  | 407         | 547         | 0.74        |
| 8   | Asker SK          | 0   | 8     | 0     | 8     | 0             | 0             | 0             | 0             | 0             | 8             | 0    | 24   | 0     | 429         | 609         | 0.7         |

Źródło: NVBF – Data Project (norw.)
Punktacja: 3:0 i 3:1 – 3 pkt; 3:2 – 2 pkt; 2:3 – 1 pkt; 1:3 i 0:3 – 0 pkt
Zasady ustalania kolejności: 1. liczba punktów; 2. liczba zwycięstw; 3. stosunek setów; 4. stosunek małych punktów; 5. bilans w bezpośrednich meczach
Uwaga: ToppVolley Norge nie rozegrał ani jednego meczu.